# Hercules and Love Affair
Hercules and Love Affair es un grupo musical estadounidense de disco y dance punk. La agrupación nació en la ciudad de Nueva York en 2004 como un proyecto del DJ Andy Butler, al cual se integraron Nomi Ruiz, Kim Ann Foxman y Anohni, esta última vocalista principal de Antony and the Johnsons. Después de firmar con la DFA Records, editaron su álbum debut autotitulado en 2008, acompañado de su sencillo «Blind».
La formación actual consta de su líder Andy Butler junto a Mark Pistel y dos vocalistas Gustaph y Rouge Mary.
En 2022, Hercules and Love Affair vuelve a colaborar con Anohni en seis pistas del álbum In Amber, incluido el sencillo «Poisonous Storytelling». El sencillo principal «Grace» es un dueto de Andy Butler con la cantante islandesa Elin Ey.

## Discografía

### Álbumes
- Hercules and Love Affair (10 de marzo de 2008, DFA Records) Billboard 200 #191, UK Albums Chart #31
- Blue Songs[3] (31 de enero de 2011,[4] Moshi Moshi)[5]
- The Feast of the Broken Heart (26 de mayo de 2014, Moshi Moshilas
- Omnion (1 de septiembre de 2017, Atlantic Records)[6]
- In Amber (17 de juno de 2022, Skint Records/BMG)

### DJ mixes
- Sidetracked (13 de julio de 2009, Renaissance Recordings)
- DJ-Kicks (26 de octubre de 2012, !K7 Records)

### Sencillos
- "Classique #2"/"Roar" (3 de septiembre de 2007, DFA Records)
- "Blind" (3 de marzo de 2008, DFA Records) UK Singles Chart #40,[7] Italy Singles Chart #12, EUA Hot Dance Club/Play #22[8]
- "You Belong" (7 de julio de 2008, DFA Records) EUA Hot Dance Club/Play #39[8]
- "My House" (24 de enero de 2011, Moshi Moshi)
- "Painted Eyes" (18 de enero de 2011, Moshi Moshi)
- "Falling" (4 de agosto de 2011, Moshi Moshi)
- "Do You Feel the Same?" (14 de abril de 2014, Moshi Moshi)